# Újszagyva
Újszagyva románul: Sadova Nouă, falu Romániában, a Bánságban, Krassó-Szörény megyében.

## Fekvése
Ószagyva északkeleti szomszédjában fekvő település.

## Története
Újszagyva Sadova Nouă lakói 1833-ban települtek ide Ószagyváról.
A trianoni békeszerződés előtt Krassó-Szörény vármegye Teregovai járásához tartozott.
1910-ben 543 lakosából 541 román és 543 görög keleti ortodox volt.

## Források

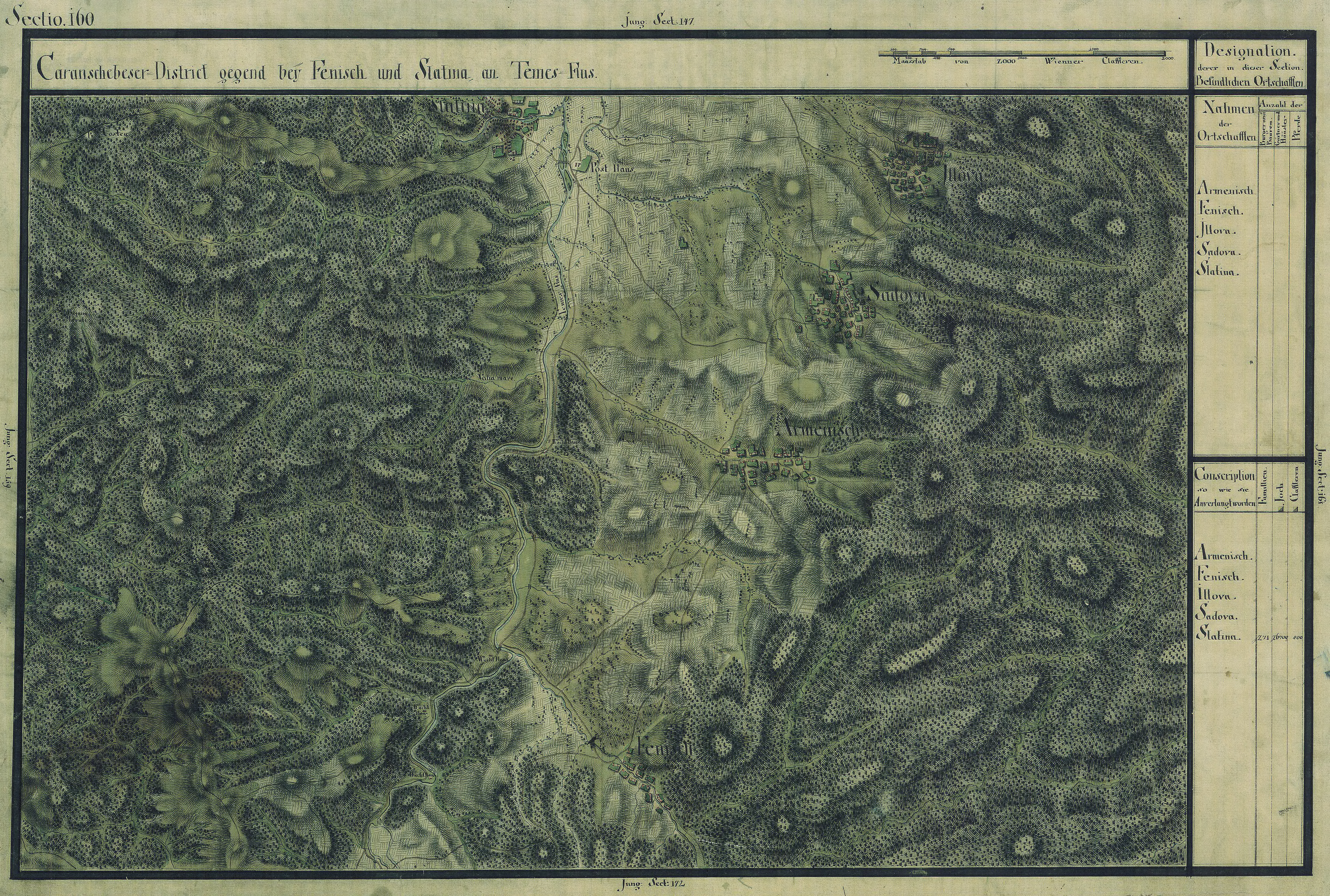
Újszagyva egy régi térképen